# Gare de Retiers
Gare de Retiers vasútállomás Franciaországban, Retiers településen.

## Vasútvonalak
Az állomást az alábbi vasútvonalak érintik:
- Châteaubriant-Rennes-vasútvonal

## Kapcsolódó állomások
A vasútállomáshoz az alábbi állomások vannak a legközelebb:
- Gare de Martigné-Ferchaud (Gare de Châteaubriant, Châteaubriant-Rennes-vasútvonal)
- Gare du Theil-de-Bretagne (Gare de Rennes, Châteaubriant-Rennes-vasútvonal)